# Útoky pumy americké na člověka

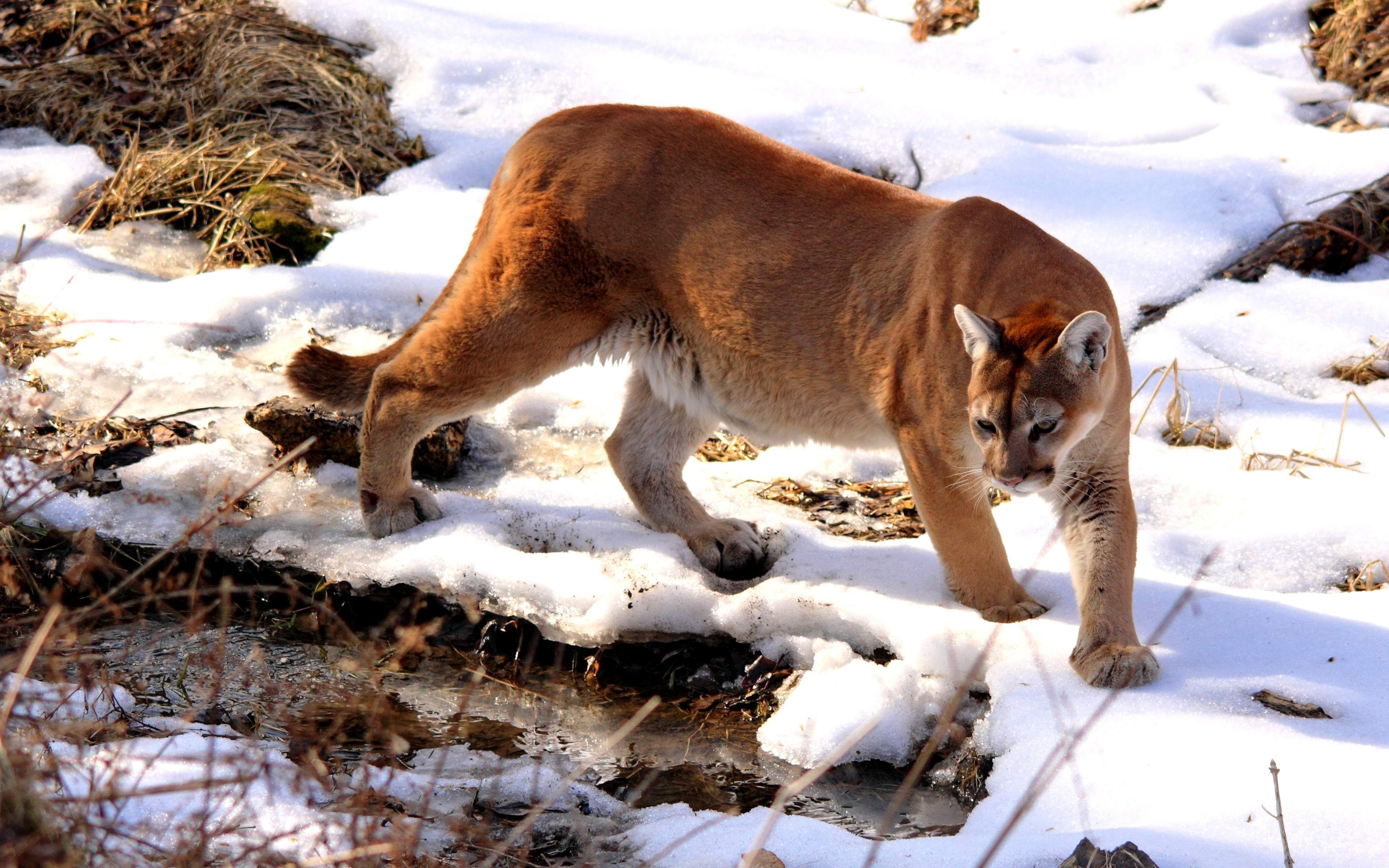
Puma americká

Puma americká (Puma concolor) útočí na lidi jen velmi vzácné, přestože dosahuje délky až 290 cm a hmotnosti i kolem 80 kg a člověk by pro ni mohl představovat snadnou kořist. Člověk ale není typickou potravou, na kterou je v mládí naučena. Pokud se puma pouze nebrání (neútočí-li z pudu sebezáchovy v případě, že je lovena a zahnána do kouta), zaútočí obyčejně jen nemocný či vyhladovělý jedinec (tzn. v důsledku aberantního chování), nebo mladý nezkušený jedinec hledající si nové území a pohybující se v ne příliš známém prostředí, který si, patrně též pod vlivem stresu a hladu, člověka může splést s obvyklou kořistí. Nikdy však neútočí z agresivity; důkazem toho je způsob, kterým na člověka útočí a který se shoduje s chováním při lovu typické potravy. Zaznamená-li dospělého člověka zdravá dospělá puma, obvykle se dá na útěk.
K útokům dochází zejména v Severní Americe, kde přišla o velkou část svého území a je nucena dělit se o biotop s lidmi, jejichž populace neustále roste a v důsledku urbanizace zabírají čím dál více životního prostoru. V poslední době vzrůstá i populace pum, tudíž množství případů může mírně stoupat.

## Incidenty

### Severní Amerika
V Severní Americe bylo během let 1890–1990 hlášeno 53 potvrzených útoků na člověka nebo skupinu osob, 10 lidí při nich přišlo o život. Do roku 2004 bylo v USA a Kanadě zaznamenáno celkem 88 útoků a dohromady 20 smrtelných (ročně tedy v průměru 0,8 incidentů a 0,2 smrtelných). V průběhu let 2005 až 2018 došlo pouze k třem smrtelným útokům. V roce 2008 byl zabit a zčásti sežrán 55letý muž v obci Pinos Altos v Novém Mexiku, jehož zohavené tělo bylo nalezeno poblíž jeho mobilního domu. K dvěma dalším fatálním incidentům došlo v roce 2018: V květnu puma pronásledovala dva muže na horských kolech v podhůří poblíž města North Bend ve Washingtonu, a i když se muži drželi rad odborníků; tj. zastavili, seskočili z kol a podařilo se jim pumu vyplašit, šelma se zanedlouho vrátila a nečekaně zaútočila, načež jednoho z mužů poranila a druhého 32letého muže, který se vzápětí rozběhl a snažil se utéct do lesa, puma napadla a zabila a tělo pak odtáhla do doupěte jako svou kořist. Poraněný 31letý muž, na kterého šelma zaútočila první, využil situace, nasedl na kolo a zavolal o pomoc. Puma byla později příslušnými orgány vystopována a zastřelena. Jednalo se o 3–4letého samce se značnou podváhou (45 kg) – že byl vyhladovělý mohlo hrát zásadní roli v tom, jak se nakonec zachoval (v tomto případě byl hlad silnější než strach). Za posledních 100 let jde o teprve druhý smrtelný útok pumy ve státě Washington. V září téhož roku byla napadena a zabita 55letá žena na horské stezce v Mount Hood National Forest v Oregonu (vůbec první smrtelný útok ve státě).
Obecně se předpokládá, že za útoky stojí převážně nemocní a hladoví jedinci, kteří si z nějakého důvodu nedokážou obstarat běžnou potravu, ale skutečnost je taková, že útočí mnohdy zcela zdravé pumy. Většinou však jde o mladé šelmy stěhující se do nového a často neznámého prostředí a pod tímto stresem mohou mít některé z nich potíže se získáním potravy. Nižší tělesná hmotnost, a tedy nedostatečná kondice problémy ještě umocní. Nezdráhají se pohybovat v příměstských nebo městských oblastech, což kromě jiného značí, že populace pum roste.
K incidentům dochází nejčastěji na jaře nebo v létě, kdy mladé pumy opouštějí své matky a hledají si nové území. Útoky se mohou stupňovat následkem rostoucí populace lidí expandující do rozhraní mezi městy a divočinou. Povětšinou mladí a hladoví jedinci napadají zejména děti nebo dospělé menšího vzrůstu (jelikož dospělí muži jsou potenciálně nebezpečnými soupeři) a podle odborníků si je pletou s kořistí (podobně jako zvíře se i člověka snaží rychle zpacifikovat zakousnutím do krku). Starší podrobný průzkum dokazuje, že do roku 1991 tvořily děti 64 % z celkového počtu obětí. Kupříkladu mezi lety 1986–1994 došlo celkem k 11 útokům, z toho v osmi případech na děti ve věku od jednoho do devíti let. Další ukázkový případ se udál v roce 1996, kdy puma napadla rodinu při vyjížďce na koních, přičemž se soustředila na nejmenšího člena skupiny, teprve šestiletého chlapce. Matka seskočila z koně a přišla synovi na pomoc, zatímco jedenáctiletá dcera a starší třináctiletý syn spěchali pro pomoc. Vyděšená matka kouskem ulomené větve několikrát pumu udeřila, čímž na sebe strhla pozornost. Syna se jí sice podařilo zachránit, ale než pomoc dorazila, při boji s velkou šelmou sama podlehla vážným zraněním. Od tohoto incidentu pumy v dalších letech napadaly opět převážně malé děti v podobném nízkém věku (od čtyř do šesti let). Jeden z posledních incidentů se odehrál v srpnu 2021 v Kalifornii nedaleko losangeleského Calabasasu, kde drobná 29,5kg puma napadla pětiletého chlapce hrajícího si na dvorku. Matce se podařilo pumu několika údery odehnat, takže chlapec přežil, ale byl vážně zraněn. Šelma zaútočila typicky na horní partie těla (zasáhla hlavu, krk a vrchní část trupu chlapce).
Jelikož se útoků dopouští převážně mladí nebo devitalizovaní (fyzicky zesláblí) jedinci, ve výsledku tedy méně zkušené nebo drobnější pumy, často se dospělý člověk (zejména muž) dokáže i ubránit, vyplašit agresivní pumu údery (pěstmi, holí, deštníkem, hozeným kamenem apod.) nebo ji dokonce zabít; jako třeba 31letý Travis Kauffman z Colorada, který v nesnadném boji o život dokázal přemoci 22,5kg jedince.

### Jižní Amerika
V Jižní Americe došlo k prvnímu, ověřenému, ale nefatálnímu případu v roce 1877. V Patagonii nedaleko jezera Viedma samice pumy napadla a poranila argentinského objevitele Francisca P. Morena, který svůj hrůzný zážitek vylíčil mj. někdejšímu prezidentovi Spojených států Theodoru Rooseveltovi. Puma na Morena zaútočila patrně omylem a nikoliv cíleně. V době, kdy došlo k útoku, měl totiž na sobě pončo zhotovené z lamy guanako, a to je kořist, kterou se zdejší pumy běžně živí.
Další, tentokrát fatální incident, se odehrál o více než 100 let později, v roce 1997, v národním parku Iguazú na severovýchodě Argentiny. Zde jedna samice usmrtila dvacetiměsíční dítě, syna jednoho ze strážců parku. Později se ukázalo, že šlo o pumu vychovanou v zajetí a následně vypuštěnou do volné přírody.
K dalšímu útoku, rovněž fatálnímu, došlo v roce 2012, v horské oblasti v provincii Salta na severozápadě Argentiny, kde byla nalezena 23letá žena bez známek života. Podle šrámů na jejím těle a na základě dalších indicií ji zabila s největší pravděpodobností puma.
V roce 2019 byl v argentinské Córdobě pumou napaden a těžce zraněn starší muž, když bránil svého psa.

### Bezúhonná střetnutí
V roce 2021 se dospělému Američanovi při pěší túře v kaňonu Big Cottonwood v Utahu podařilo přežít blízký střet s pumou, která ho sice několik minut pronásledovala, syčela a cenila zuby, ale muže nakonec nenapadla. Běžce pravděpodobně zachránilo to, že zachoval klid, zůstal ve vzpřímené poloze, neotočil se k šelmě zády, hlasitě na ni mluvil a pomalu před ní ustupoval, což jsou v podstatě obecná doporučení odborníků. Část incidentu se muži podařilo natočit na mobilní telefon.
Podobný zážitek s pumou si odnesl i jiný muž v roce 2020, taktéž v Utahu. Ten při procházce narazil na odrostlejší mladé pumy, které mu z dálky připomínaly dospělé rysy. Snažil se k nim dostat blíž, aby si je mohl natočit, ale záhy zjistil, že jsou potomky pumy, načež se na něj zpovzdálí vyřítila jejich matka. Muž zachoval klid a neutíkal. Zvýšil na ni hlas a samice se před ním zastavila. Poté před ní začal pomalu ustupovat, ale šelma ho asi šest minut pronásledovala a výhružně na něj doléhala. Nakonec muž popadl kámen ze země a hodil ho směrem k ní, načež se puma zalekla a utekla. Podobně jako předchozímu šťastlivci se muži podařilo natočit celý incident na video a vyváznout bez zranění.

## Obecná doporučení

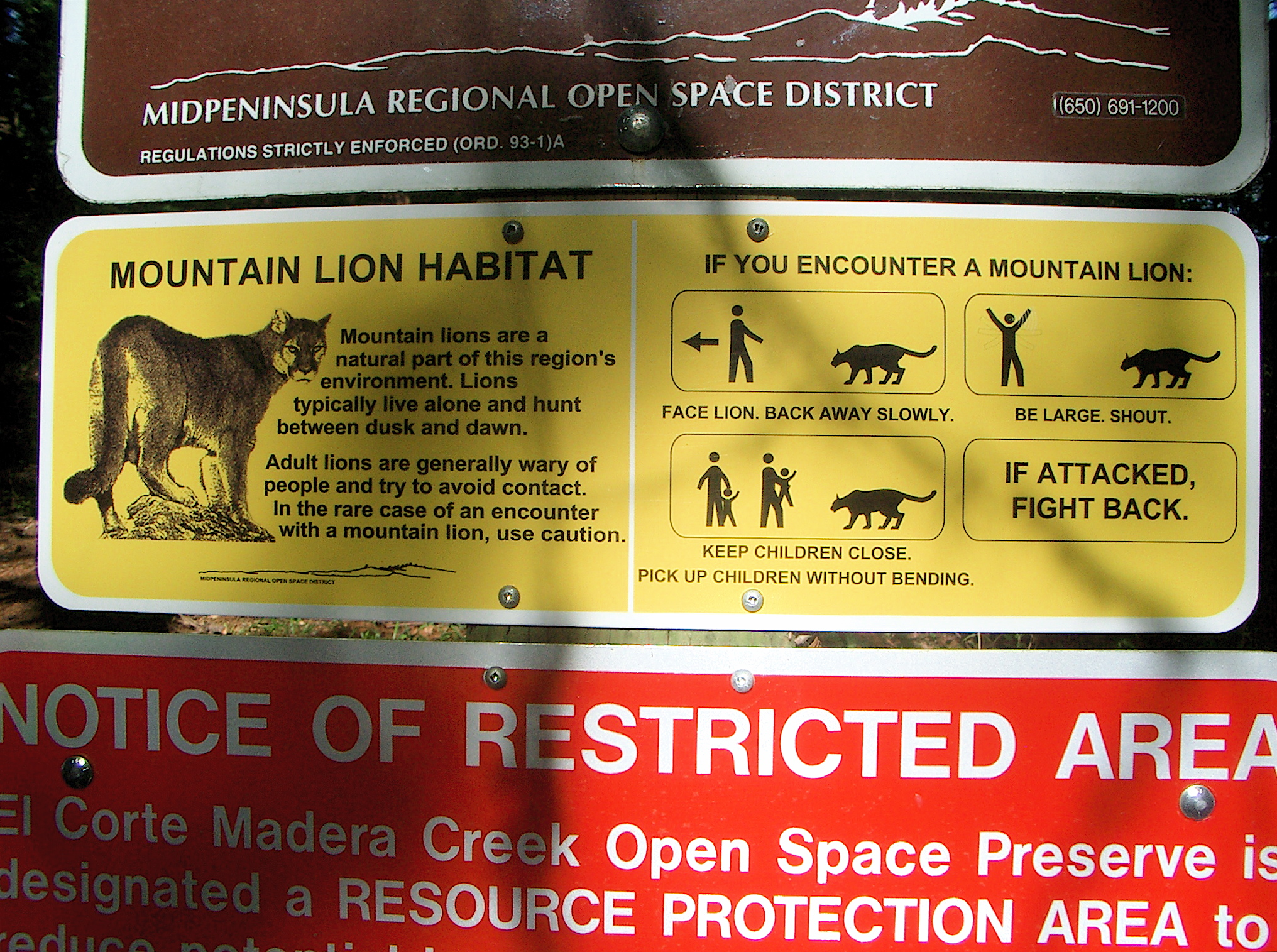
Výstražná cedule upozorňující na možný střet s pumou ve Spojených státech v Kalifornii. Radí, jak se v takové situaci zachovat: 1. neotáčet se k šelmě zády a pomalu ustupovat, 2. snažit se být co největší (zůstat ve vzpřímené poloze), 3. dbát na ochranu dětí, které puma napadá nejčastěji, 4. pokud dojde k útoku, snažit se šelmě ubránit a zahnat ji úderem

Toto jsou příklady preventivních opatření a obecné rady, jak zabránit možnému střetu s pumou, nebo jak se zachovat v případě, když ke střetu dojde. Vychází ze zkušeností obyčejných lidí i odborníků z různých nadací a neziskových organizací.

### Prevence
- V místě bydliště odstraňte hustou nebo vysokou vegetaci (trávu), která by pumě mohla posloužit k úkrytu, resp. k číhání na potenciální oběť.
- Nainstalujte externí osvětlení s pohybovými senzory.
- Nenechávejte domácí zvířata volně se pohybovat po okolí a nekrmte je mimo dům. Zvyšte opatrnost při venčení svých mazlíčků, zejména za úsvitu a stmívání.
- V případě, že se vydáte do míst, kde pumy žijí, nepodnikejte dlouhé výpravy pěšky a choďte ve skupinách s dospělými.
- Děti a domácí zvířata by se měly vždy nacházet v blízkosti dospělých/skupiny.
- Buďte ostražití i při jízdě na kole (takto viditelný nebo slyšitelný pohyb může spustit lovecký instinkt u šelmy, která cyklistu dokáže nečekaně přepadnout nebo ho na krátkou vzdálenost snadno dohnat).
- Nepřibližujte se k mrtvým zvířatům, zejména k jelenům nebo losům. Mohlo by se jednat o její kořist, která tam byla záměrně ponechána (uschována) k pozdějšímu nasycení.

### V případě střetu
- Pokud na pumu narazíte, zachovejte klid, neutíkejte a ani se nesnažte ukrýt za nejbližší strom (útěk spustí lovecký instinkt zvířete). Zůstaňte zprvu v poklidu stát na místě (snažte se potlačit nervozitu) a udržujte s šelmou oční kontakt. Neotáčejte se k ní zády, pomalu ustupujte a mluvte na ni klidným hlasem.
- Nelezte na strom nebo skálu, puma dokáže snadno vyšplhat za vámi (je mnohem obratnější a silnější než člověk).
- Pokud je to možné, dítě (obzvláště nižšího věku) vezměte opatrně do náruče, aniž byste se otočili zády k pumě. Puma se téměř vždy soustředí na nejsnadnější a nejbezpečnější možnou kořist, často tedy zaútočí na nejmladšího/nejmenšího člena skupiny.
- Nenaklánějte se, nechoďte do dřepu a ani si nesedejte. Tímto byste mohli vzbudit dojem, že jste naopak snadná a méně nebezpečná kořist.
- K zastrašení či odehnání pumy můžete použít cokoli, co nějakým způsobem zvýrazní či zvětší vaši siluetu a učiníte tak ze sebe zdánlivě nebezpečného protivníka (např. si rozepněte bundu a rozevřete ji, případně ji zvedněte nad hlavu, nebo zvedněte jen ruce a opatrně s nimi mávejte).
- V případě, že se puma pravděpodobně chystá k útoku (krčí uši, cení zuby či škube ocasem) vystrašit ji můžete též zvýšeným ale poklidným hlasem či křikem, případně ránou holí, lahví s vodou nebo hozeným batohem či kamenem.
- Pokud puma přece jen zaútočí, reagujte na útok aktivní/agresivní obranou, přičemž se snažte zůstat na nohou (nebuďte pasivní a ani nehrajte mrtvého). Jelikož se útoků dopouští převážně mladí nebo zesláblí jedinci, ve výsledku tedy méně zkušené nebo drobnější pumy, často se dospělý člověk dokáže i ubránit. S trochou štěstí se vám podaří pumu „přesvědčit“, že riskuje zranění a útoku zanechá.

Reakci či chování vždy přizpůsobte daným okolnostem. Pro více informací můžete navštívit webové stránky nadace Mountain Lion Foundation (mountainlion.org), nebo třeba webové stránky washingtonského ministerstva na ochranu volně žijících živočichů Washington Dept. of Fish and Wildlife (wdfw.wa.gov).

## Signály a řeč těla
Sestupně podle rostoucího rizika pro člověka, za předpokladu, že je puma předběžně (s dostatečným odstupem) odhalena a reakce člověka je přiměřená (klidná).
| Chování pumy | Výklad                                                               | Riziko           |
| --- | -------------------------------------------------------------------- | ---------------- |
| Útěk nebo skrývání se | Vyplašení, vyhýbaní se člověku                                       | Nízké            |
| Téměř žádná nebo malá pozornost | Nezájem                                                              | Nízké            |
| Střídavé napřímení uší; zvýšená pozornost | Zvědavost                                                            | Nízké            |
| Intenzivní pozorování; pronásledování doprovázené skrýváním se | Vyjádření zvědavosti či většího zájmu                                | Střední          |
| Syčení či vrčení | Defenzivní chování                                                   | Střední          |
| Přikrčení (tělo nízko nad zemí, hlava může být vztyčená), sklopené uši, intenzivní zírání, škubání ocasem                                                                  | Výstražné signály (v případě, že je zahnána do kouta, může zaútočit) | Střední / vysoké |
| Sklopené uši, naježená srst, škubání ocasem, tělo a hlava nízko nad zemí, specifická poloha zadních nohou a napětí ve svalech (cukání svalů); příprava k odrazu (ke skoku) | Blížící se útok                                                      | Vysoké           |